# Natalia Humeniuk
Natalia Petrovna Humeniuk también conocida como Nataliya Gumenyuk (en ucraniano: Наталія Петрівна Гуменюк; Birobidzhán, 1983) es una periodista, documentalista y escritora ucraniana especializada en política exterior e informes de conflictos.Es cofundadora y directora ejecutiva del Laboratorio de Periodismo de Interés Públicoy cofundadora de la ONG de televisión pública Hromadske TV, de la que también fue directora en 2015-2019. Es autora de varios libros, entre ellos «Maidan Tahrir: En busca de la revolución perdida» (2015) y «La isla perdida. Un libro de reportajes desde la Crimea ocupada» (2020), así como coautora de «Los días más terribles de mi vida. Reportajes de The Reckoning Project» (2023).

## Juventud y educación
Gumenyuk se graduó del Instituto de Periodismo de la Universidad Nacional Tarás Shevchenko de Kiev (2000-2004), donde estudió en el Departamento de Periodismo Internacional. En 2005-2006, obtuvo una maestría en periodismo internacional de la Universidad de Örebro, Suecia.De 2002 a 2004, fue la editora en jefe del periódico estudiantil independiente «Nasha Sprava».

## Inicio de la carrera periodística
Durante sus estudios, trabajó como periodista internacional para varias organizaciones de noticias. En 2002-2003, trabajó como periodista internacional en Novyi Kanal. En 2003, pasó a ser periodista internacional en el Canal 5. En 2003-2004, fue periodista internacional para el programa Fakty de ICTV. En 2005-2007, fue jefa del departamento internacional, corresponsal especial del canal de televisión «K1» y autora y presentadora del programa «Un Reportaje».
Desde 2007 hasta finales de 2009, dirigió el departamento internacional del canal Inter TVy también se desempeñó como corresponsal especial. Durante este periodo, en 2009, Inter fue nominada por primera vez entre los canales de televisión ucranianos a un premio Emmy en la categoría de noticias por su cobertura de la guerra en Osetia del Sur (reportero - Ruslan Yarmolyuk). En 2009, Gumenyuk también hizo una pasantía en BBC World News en el programa HARDtalk, The Guardian y The Independent.

## Despido del canal Inter
A finales de 2009, fue despedida sin explicación de Inter TV. Esto provocó una ola de indignación entre sus colegas, que recogieron más de 70 firmas contra su despido. Después de eso, algunos periodistas renunciaron por su propia voluntad.Tras su despido, no solicitó otros empleos y se convirtió una trabajadora autónoma.
En 2010-2011, Gumenyuk fue el editor en jefe del proyecto «Los nuestros» (Inter, 07 Production Studio), que creó 15 programas de televisión sobre ucranianos que abandonaron Ucrania por diversas razones y tuvieron éxito en el extranjero, como Noruega, Brasil, Sudáfrica, India, China, entre otros países.

## Cobertura de la Primavera Árabe
Posteriormente, viajó para cubrir por su cuenta los acontecimientos de la Primavera Árabe. Basándose en sus viajes, Nataliya escribió un libro de reportajes titulado «Maidan Tahrir: En busca de la revolución perdida».
Empezó a trabajar como freelance internacional para publicaciones ucranianas, como La Semana ucraniana, Ukrayinska Pravda,  Esquire Ucrania, estudio 1 + 1, radio Voz del Capital, así como para algunos medios extranjeros, como: openDemocracy (Reino Unido), RTL Países Bajos y M6 (Francia).Impartió el curso «Sistemas Internacionales de Medios» en la Escuela de Periodismo Mohyla en Kiev.

## Trabajo en el equipo de Hromadske TV
En 2013, se convirtió en una de las iniciadoras para la medio de comunicación independiente en línea Hromadske TV,y fue elegida su jefa de la ONG Hromadske TV en mayo de 2015.En diciembre de 2019, la periodista fue redactora jefe adjunta para las asociaciones y la gestión del proyecto hromadske international.En febrero de 2020, Nataliya dimitió de Hromadske para mostrar su desacuerdo con la no renovación de un contrato con la redactora jefe de Hromadske, Angelina Karyakina. Al mismo tiempo, Gumenyuk siguió siendo miembro de la ONG Hromadske TV.
Mientras trabajaba en Hromadske, Nataliya Gumenyuk se centró en cubrir la guerra en el este de Ucrania, la ocupación de Crimeay las relaciones internacionales.Fue la presentadora de The Sunday Show, un proyecto en inglés que cubre Europa del Este para una audiencia internacional.En febrero de 2020, su libro «La isla perdida. Un libro de reportajes desde la Crimea ocupada», basada en sus viajes a la península ocupada a lo largo de 6 años. El libro fue traducido al ruso y al alemán.
Desde el 6 de noviembre de 2019, Gumenyuk es miembro del Consejo para la Libertad de Expresión y la Protección de los Periodistas.También es miembro del Consejo de Medios Independientes.

## Trabajo de investigación y desarrollo del periodismo de interés público
En 2020, junto con la periodista Angelina Karyakina, fundó el Laboratorio de Periodismo de Interés Público, que es una asociación de periodistas y sociólogos que buscan lograr un debate constructivo sobre cuestiones sociales complejas.El Laboratorio realizó sus investigaciones previas en colaboración con el Instituto de Investigación Social de Járkov, Lviv Media Forum y el Programa Arena, codirigido por Peter Pomerantsev y Anne Applebaum. 
El Laboratorio inició sus actividades investigando las actitudes de los ucranianos ante la pandemia de COVID-19 y la vacunación y elaborando recomendaciones para los medios de comunicación sobre cómo crear contenidos sobre este tema.En 2021, en el 30 aniversario de la restauración de la independencia de Ucrania, el Laboratorio, en cooperación con Suspilne, creó un proyecto multimedia documental «Nuestros 30. Historia viva».

## Proyectos lanzados desde el comienzo de la invasión rusa a gran escala
Desde el inicio de la invasión rusa a gran escala, Gumenyuk ha colaborado regularmente con medios de comunicación internacionales como The Guardian,  The Washington Post,  The Rolling Stone,  Die Zeit,  The Atlantic.
Nataliya Gumenyuk dirige el proyecto "Vida de guerra", una crónica multimedia en línea sobre la resistencia ucraniana en la guerra con Rusia.
Gumenyuk es cofundadora, redactora jefe y periodista destacada del proyecto internacional The Reckoning Project: Ucrania testifica. El proyecto reúne a periodistas, abogados y analistas ucranianos e internacionales que recopilan pruebas de los crímenes de Rusia en Ucrania para construir casos para los tribunales y crear proyectos mediáticos para los medios de comunicación ucranianos y extranjeros. Como parte de The Reckoning Project, Nataliya Gumenyuk, junto con Anne Applebaum, creó un artículo para The Atlantic sobre cómo los ocupantes rusos torturaron a los residentes de las ciudades ucranianas.
Nataliya Gumenyuk es una de las autoras del Manifiesto por una paz sostenible "El mundo después de nuestra victoria". El Manifiesto fue elaborado por representantes de la sociedad civil ucraniana (más de 20 autores) y presentado durante la 59ª Conferencia de Seguridad de Múnich en febrero de 2023.

## Libros
- Veni, Vidi, Scripsi: El mundo a escala del reportaje ucraniano (recopilación de reportajes de diferentes autores) - Kyiv: Tempora, 2013.
- Maidan Tahrir: En busca de la revolución perdida - Kyiv: Politychna Krytyka, 2015.
- La isla perdida. Un libro de reportajes desde la Crimea ocupada - Lviv: Vydavnytstvo Staroho Leva, 2020.
- Los días más terribles de mi vida. Reportajes de The Reckoning Project (recopilación de reportajes de diferentes autores) - Lviv: Choven, 2023.

## Premios y reconocimientos
- 2009 - Laureada del Premio de la Fundación para el Desarrollo del Periodismo Anatoliy Moskalenko por sus logros en el periodismo.[35]
- 2013 - medalla de plata en el concurso de reportajes «Samovydets» (por el reportaje «Cómo suena el desierto donde empieza el agua», una recopilación de notas emotivas de Jordania, Egipto, Irán y Túnez).[36]
- 2017 - incluida en la clasificación anual New Europe 100 elaborada por el periódico polaco Res Publica, Google, el Fondo Visegrado y el Financial Times.[37][38]
- 2019 - incluida entre las 100 mujeres más influyentes de Ucrania por la revista Focus.[39]
- 2020 - el libro de Nataliya Gumenyuk «La isla perdida. Un libro de reportajes desde la Crimea ocupada» fue incluido en la clasificación de los mejores libros de 2020 por PEN Ucrania en la nominación «Ensayos/reportajes de viajes»;[40] el libro también fue premiado en el Best Book Award 2020.[41]
- 2021 - película documental de Maksym Kamenev, Nataliya Gumenyuk y Anna Tsyhyma «El asesinato de Gongadze. 20 años en busqueda de la verdad» para Suspilne obtuvo la nominación al Mejor Periodismo en el concurso de periodismo profesional Honor de la Profesión.[42]
- 2022 - recibió el Free Media Awards, un premio internacional para periodistas independientes, «por sus reportajes veraces sobre los horrores de la guerra desde diferentes partes de Ucrania, como Kharkiv, Bucha y Mykolaiv».[43]
- En julio de 2022, como directora ejecutiva del Laboratorio de Periodismo de Interés Público, recibió 2022 NED Democracy Award, un galardón internacional de la Fundación Nacional para la Democracia.[44]

## Vida personal
En Minsk, el 12 de agosto de 2017, se casó con Peter Ruzavin, un periodista del canal de televisión ruso, Dozhd.